# Hassium
Hassium (efter det latinske navn for Hessen, tidl. også unniloctium og eka-osmium) er det 108. grundstof i det periodiske system, og har det kemiske symbol Hs: Dette overgangsmetal findes ikke i naturen, men fremstilles i uhyre små mængder ad kunstig vej i laboratorier.

## Egenskaber
Hassium hører hjemme i det periodiske systems gruppe 8; noget der blev afsløret ved gastermokromatografi-eksperimenter i 2001, hvor det lykkedes at få fem hassium-atomer til at reagere med en blanding af ilt og helium under dannelse af hassiumtetraoxid (HsO4).
Under et andet forsøg i 2004 lykkedes det at danne natriumhassatat, Na2HsO4(OH2); en reaktion der også kendes fra et andet gruppe 8-grundstof, nemlig osmium.

## Fremstilling af hassium
Hassium findes ikke i naturen, og kan kun fremstilles i laboratorier ved at "beskyde" atomkerner af relativt tunge grundstoffer med kerner af lettere grundstoffer: I nogle få tilfælde resulterer sådanne kollisioner i én kerne med summen af bestanddelenes neutroner og protoner. Det er ikke nogen videre effektiv proces, og man kan kun lave ganske få atomer "ad gangen", før de henfalder til andre grundstoffer.

## Historie
De første forsøg på at frembringe atomkerner med atomnummer 108 blev udført ved det Forenede institut for kerneforskning i det daværende Sovjetunionen i 1983: Her "beskød" man en prøve af isotopen 209Bi med 55Mn, og konstaterede en form for spontan fission som man mente stammede fra 255Rf; et "henfaldsprodukt af et henfaldsprodukt" af hassium-isotopen 263Hs. Året efter konstaterede man en anden spontan fissionsreaktion, som tilsvarende måtte stamme fra en "efterkommer" til isotopen 264Hs. Forsøgene viser formodentligt, men ikke med sikkerhed, at det søgte grundstof nummer 108 var til stede, men samtidens forskere var ikke helt overbevist.
Den første "stensikre" syntese af hassium skete i 1984 for et tysk forskerhold med Peter Armbruster og Gottfried Münzenberg i spidsen; her brugte man jern-atomkerner som "projektiler" mod et "mål" af bly, og skabte tre hassium-kerner.
Armbuster og Münzenberg foreslog selv navnet hassium, som er afledt af det latinske navn for Hessen hvor deres forskningsinstitut ligger. Inden dette navn blev endelig vedtaget af IUPAC i 1997 omtalte man i første omgang stoffet med det midlertidige navn unniloctium, og siden hen, i 1994 kom navneforslaget hahnium i spil.

## Isotoper af hassium
Man kender 15 isotoper af hassium, som alle er radioaktive med halveringstider på en time og derunder.